# Reno FC
El Reno Football Club es un equipo de fútbol de Jamaica que milita en la Liga Premier Nacional de Jamaica, la liga de fútbol más importante del país.

## Historia
Fue fundado en el año 1973 en la ciudad de Savanna-la-Mar, capital del Estado de Westmoreland con el nombre Stylo FC, siendo campeón de Liga en 3 ocasiones con 3 subcampeonatos y 2 títulos de Copa.
A nivel internacional ha participado en 1 torneo continental, en la Copa de Campeones de la Concacaf del año 1991, siendo eliminado en la Primera Ronda por el Police FC de Trinidad y Tobago.

## Palmarés
- Liga Premier Nacional de Jamaica: 3

1990, 1991, 1995
- - Subcampeón: 3

1988, 1992, 1996
- Super Liga de la Confederación Oeste: 1

2010
- Copa de Jamaica: 2

1995, 1996

## Participación en competiciones de la Concacaf
- Copa de Campeones de la Concacaf: 1 aparición

1991 - Primera Ronda

## Jugadores destacados
- Wendell Downswell
- Aaron Lawrence
- Duwayne Kerr
- O'Brian Woodbine
- Craig Foster
- Dwayne Plummer

## Números retirados
7 -  Caple Donaldson, MED - homenaje póstumo.